# BBÖ VT 10
Der BBÖ VT 10 war der erste Verbrennungsmotor-Triebwagen der Österreichischen Bundesbahnen (BBÖ). Er war ein Lizenzbau der AEG-Benzoltriebwagen.
Das Unternehmen Warchalowski, Eissler & Co. in Wien-Ottakring fertigte 1924 einen benzin-mechanischen Triebwagen für die BBÖ, der dazu dienen sollte, den Betrieb auf Nebenstrecken effizient abzuwickeln. Der Wagen war ein Lizenzbau der AEG-Benzoltriebwagen. Warchalowski, Eissler & Co übernahm auch die Antriebsanlage mit Getriebe und Ottomotor der NAG. Das typische Aussehen dieser Wagen tragend, sah er Straßenbahnwagen recht ähnlich. Auf einer Seite hatte der Triebwagen einen Luftansaugschacht, um auch bei Rückwärtsfahrt dem Kühler Luft zuzuführen.

## Technische Merkmale
Die komplette Antriebsanlage wurde wie das Aussehen von den AEG-Benzoltriebwagen übernommen. Als Antriebsmotor diente ein Sechszylinder-Ottomotor der NAG mit 75 PS (55 kW) bei 1000/min. Der Motor mit einem Hubraum von 10,9 Litern war auf der hinteren Plattform eingebaut. Über ein druckluftgeschaltetes, viergängiges Wechselgetriebe (ein Vorläufer der TAG-Getriebe) mit den Endgeschwindigkeiten 7, 15, 26 und 40 km/h und einem nachgeschalteten Wendegetriebe wurde die vordere Achse angetrieben. Die Zahnräder des Getriebes liefen ständig im Eingriff und wurden jeweils über separate, druckluftbetätigte Klauenkupplungen geschaltet.
Der Motor konnte elektrisch oder mittels Kurbel gestartet werden. Der Kraftstoffvorrat betrug 150 Liter.

## Einsatz
Bei Vorführungen befuhr der Triebwagen die Wiener Vorortelinie und die Semmeringbahn (bis Payerbach) aber auch die Strecke der Schneebergbahn, die damals von der privaten Eisenbahn Wien-Aspang betrieben wurde, und kam damit bis Puchberg am Schneeberg. Die amtliche Erprobung des Wagens erfolgte im November 1924, ab Anfang 1925 wurde der Probebetrieb zwischen St. Valentin und Sarmingstein aufgenommen. Ab März 1931 wurde das Fahrzeug auf der Laxenburger Bahn zwischen Mödling und Laxenburg eingesetzt und fuhr dort bis zur Einstellung des Personenverkehrs am 31. März 1932. Anschließend fuhr er auf der Stammersdorfer Lokalbahn und anderen Nebenbahnen im Weinviertel.
Die Deutsche Reichsbahn bezeichnete den Triebwagen ab 1938 als CivT Nummer 717 in zweiter Besetzung, musterte ihn aber schon 1939 nach einem Brand aus.